# محمد السویدی
محمد السویدی (انگلیسی: Mohammed Al-Sowaidi؛ زادهٔ ۲۵ ژوئن ۱۹۶۲) بازیکن فوتبال اهل قطر است.
وی به همراه تیم ملی فوتبال قطر در بازی‌های المپیک تابستانی ۱۹۸۴ شرکت کرده است.